# Станислав Лубомирски
За чланак о пољском писцу, погледајте Станислав Хераклијус Лубомирски.
Станислав Лубомирски (пољ. Stanisław Lubomirski; 1583 — 1649) је био пољски војсковођа. Истакао се у борби код Хоћимина 1621. године. Године 1625. постао је војвода руски, 1638. краковски, а 1647. године је од цара Фердинанда III добио титулу кнеза. Био је веома популаран међу ситним племством. Станислав Лубомирски је такође био ктитор многих цркава. Умро је 17. јуна 1649. године. Родитељи су му били Себастијан Лубомирски (Sebastian Lubomirski) и Ана Брањицка (Anna Branicka).